# Wznowienie (hokej)

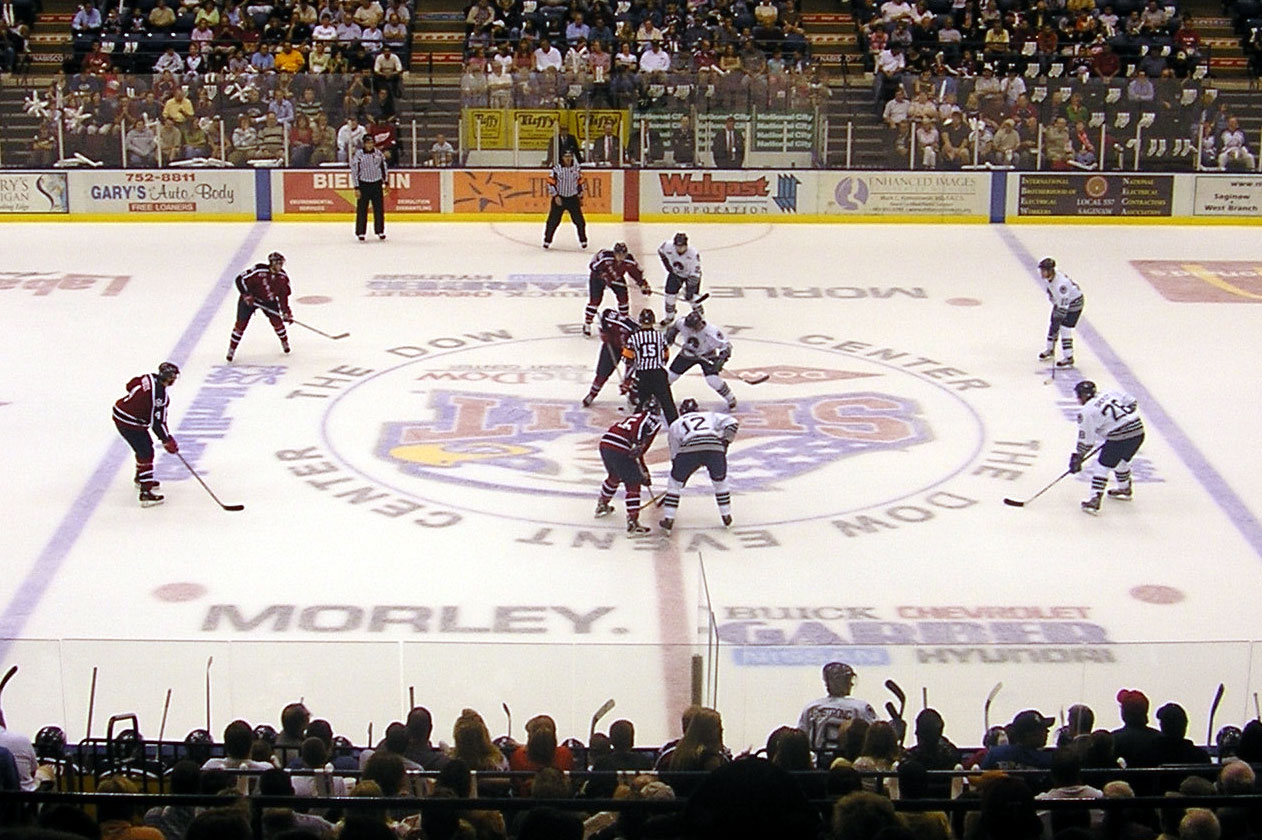
Wznowienie na środku lodowiska

Wznowienie w hokeju na lodzie ma miejsce po każdej przerwie w grze oraz przy rozpoczynaniu wszystkich trzech tercji. Wznowienie przeprowadza się na jednym z dziewięciu punktów wznowień, tzw. bulików (o tym, w którym punkcie będzie miało miejsce wznowienie decyduje to, co spowodowało tę przerwę). We wznowieniu bierze udział dwóch zawodników przeciwnej drużyny, którzy stoją zwróceni do siebie twarzami i walczą o krążek rzucony przez sędziego.